# Carlo Bergonzi
Carlo Bergonzi (Polesine Parmense, 1924. július 13. – Milánó, 2014. július 25.)  olasz operatenor. Bár előadott és felvett néhány bel canto és verismo szerepet, mindenekelőtt Giuseppe Verdi operáihoz kötődött, köztük a zeneszerző számos kevésbé ismert művéhez is, amelyeknek újjáélesztésében segített. Ő az első énekes, aki Verdi mind a negyven operája minden tenoráriáját hanglemezen megörökítette.

## Élete

### Korai évei
Bergonzi az észak-olaszországi Parma melletti Polesine Parmensében született 1924. július 13-án, földműves-sajtkészítő szüleinek egyetlen gyermekeként. Később azt állította, hogy hatéves korában látta első operáját, Verdi A trubadúrját. Előbb templomban énekelt, majd hamarosan gyermekopera-szerepekben lépett fel Bussetóban, a közeli városban. Miután 11 évesen otthagyta az iskolát, egy parmezán sajtgyárban kezdett dolgozni, ahol apja is dolgozott, akivel Carlo baja gyakran meggyűlt az éneklés miatt.
16 évesen baritonként kezdte énektanulmányait a parmai Arrigo Boito Konzervatóriumban Ettore Campogalliani és Edmondo Grandini keze alatt.
A második világháború alatt egy repülős századba sorozták be, ahol náciellenes tevékenységbe kezdett, ezért 1943-ban egy német kényszermunka-táborba internálták. Két évvel később a szovjetek kiszabadították, ezután 106 km-t gyalogolt, hogy elérjen egy amerikai tábort. Útközben azonban forralatlan vizet ivott, és hastífuszt kapott, amiből csak egy éven belül épült fel. A háború után visszatért a parmai konzervatóriumba, testsúlya ekkor alig több mint 36 kiló volt.

### Operakarrierje
Egy 1985-ös interjúban, amelyet Stefan Zucker az Opera Fanatic számára készített, Bergonzi 1948-at említette bariton hangfekvésben való debütálásának évét. Figaro szerepét énekelte Rossini A sevillai borbélyában, amelyet egy fogolyegyesülettel adott elő, amelyhez a háború után csatlakozott. E professzionális bemutatkozásáért fizetett 2000 inflációs olasz líra nem volt elegendő étkezési és utazási költségeinek fedezésére sem.
További baritonszerepeket vállalt: volt Metifio L'arlesianában, Doktor Malatesta a Don Pasqualéban, Belcore a Szerelmi bájitalban, Enrico Ashton a Lammermoori Luciában, Ghirlino a Le astuzie di Bertoldóban, Silvio a Bajazzókban, David a Fritz barátunkban, Alfio a Parasztbecsületben, Albert a Wertherben, Marcello a Bohéméletben, Sonora A Nyugat lányában, Sharpless a Pillangókisasszonyban, Lescaut a Manon Lescautban, Laertész a Mignonban, a Rigoletto címszerepe és az idősebb Germon a Traviatában.
Azonban rájött, hogy a tenorrepertoár jobban passzol a hangjához, és átképzés után 1951-ben debütált tenorként az Andrea Chénier címszerepében a bari Teatro Petruzzelliben. Ugyanebben az évben a római Colosseumban énekelt a Verdi halálának 50. évfordulójára rendezett koncerten. Ebből az alkalomból az olasz állami rádió, a RAI meghívta Bergonzit a kevésbé ismert Verdi-operák adássorozatára. Ezek közé tartozott A két Foscari, a Giovanna d’Arco és a Simon Boccanegra.
1953-ban Bergonzi debütált a Milánói Scalában, Jacopo Napoli Mas' Aniello című operájában, amely Tommaso Aniello (Masaniello), a 17. századi nápolyi halászból lett forradalmár életén alapul. 1953-ban Londonban Alvaro szerepében mutatkozott be A végzet hatalmában, a Stoll Színházban. 1955-ben Amerikában debütált a Chicagói Lyric Operában, a Metropolitan Operában pedig Radamès szerepében az Aidából 1956. november 13-án mutatkozott be, Antonietta Stellával, amiért pozitív kritikát kapott Howard Taubmantől a The New York Timesban.
Bergonzi 32 évig énekelt a Met-ben, ahol utolsó fellépése 1988. november 12-én volt Edgardo szerepében Gaetano Donizetti Lammermoori Lucia című művében.
1961-ben ismét Radames szerepét énekelte a Philadelphia Lyric Opera Companyval történt debütálása alkalmával, 1962-ben pedig Don Alvaro szerepében a Covent Gardenben. 1969-ben a San Franciscó-i Operában szintén Don Alvaro szerepében A végzet hatalmából mutatkozott be.
Az 1960-as években mozgalmas nemzetközi pályátt futott be operaházakban és a hangstúdiókban. Legfőbb olasz tenor riválisai ebben az időszakban Franco Corelli és Mario Del Monaco voltak. Bergonzi túlélte mindkettőjüket, és az 1970-es években is énekelt a nagy operaházakban. Ám az 1980-as években, amikor saját hangminősége életkora előrehaladtával elkerülhetetlenül romlott, a hangversenyekre koncentrált. 1996-ban részt vett James Levine karmester 25 éves jubileumi gáláján a Met-ben. Ugyanebben az évben április 17-én adta amerikai búcsúkoncertjét a Carnegie Hallban.
Ugyanakkor nagy érdeklődést keltett az a bejelentése, hogy 2000. május 3-án Verdi Otellójának címszerepét énekli egy koncertelőadásban, amelyen Eve Queler vezényelte a New York-i Operazenekart. A közönségben ott volt többek között Anna Moffo, Licia Albanese, Sherrill Milnes, José Carreras, Plácido Domingo és Luciano Pavarotti. Bergonzi nem tudta befejezni az előadást, állítólag irritációt szenvedett az öltözőjében lévő légkondicionálótól. Két felvonás után visszavonult, a maradék kettőt Antonio Barasorda, egy helyettesítő énekes énekelte. Ezt az előadást széles körű kritikai konszenzus katasztrófának tekintette.
Visszavonulása után Bergonzi nevéhez fűződik Roberto Aronica, Giuliano Ciannella, Berle Sanford Rosenberg, Vincenzo La Scola, Filippo Lo Giudice, Philip Webb, Giorgio Casciari, Paul Caragiulo, Lance Clinker, Fernando del Valle, Salvatore Licitra és Emmanuel Lawler enekeseket mentoralta. Tanítványai közé tartozott a szoprán Frances Ginsberg is.
Bergonzi számos egyedi áriáról és teljes operáról készült felvételt hagyott hátra, köztük Verdi, Puccini, Mascagni és Leoncavallo műveit. Korai bariton szerepei közül azonban kevés hangfelvétel létezik még. 

### Hangi tulajdonságainak összefoglalása
A The New York Times gyászjelentésében Peter G. Davis, aki Bergonzi 1978-as Carnegie Hall-előadását ismertette a The Timesban, megjegyzi:
Több, mint a hangok hangja, Mr. Bergonzi éneklési módja olyan különleges. Természetes énekes abban a tekintetben, hogy minden, amit csinál, helyesnek és elkerülhetetlennek tűnik – a művészi megfogalmazás, a színes változatosság, a tökéletesen elhelyezett akcentusok, az arányos csúcspontok teátrális éreztetése, az őszinte érzelmi hevület. A legjobb az egészben, hogy Mr. Bergonzi nyilvánvalóan művészileg használja ezeket a hatásokat, mert inkább érzi, mintsem intellektualizálja őket – ez egy ritka ösztönös ajándék, talán a legértékesebb, amivel egy zenész rendelkezhet.
Alan Blyth a Gramophone- felmérésében Bergonzi legnagyobb felvételeiről összegzi Bergonzi hangjának minőségét:
Ottani éneklése [egy online példára hivatkozva], még inkább korábbi Verdi-lemezei a hosszú lélegzetvételen belüli vonalformálás veleszületett érzését, a dikció példás tisztaságát, a hangnemben makulátlanul elhelyezett szavakat, a hiteles portamentót, élesseget. Ha ezekhez az erényekhez adjuk azt a módot, ahogyan minden egyes kifejezéshez az elkerülhetetlenség érzetét adja, akkor azt mondod magadban, puszta élvezet hangulatában, pontosan így kell szólnia a zenének. A színházban csak (időskori) Otellója lépte túl a képességeit, bár szólói meghatóan zengtek a Philips díszletén.

### Magánélete
1950-ben Bergonzi feleségül vette Adele Aimit, akinek tőle két fia született, Maurizio és Marco; előbbi azon a napon született, amikor apja tenorként debütált. Bergonzinak Milánóban és Bussetóban is volt otthona, az utóbbiban lévő egyik étterem és szálloda A két Foscari, a velencei udvari intrikákról szóló Verdi-opera után az „I Due Foscari” nevet kapta. 

### Halála
Bergonzi 2014. július 25-én, tizenkét nappal 90. születésnapja után hunyt el a milánói Auxologico Intézetben. A Vidalenzo temetőjében temették el.

## Tenorrepertoárja
- Andrea Chénier. Bari, Teatro Petruzzelli, 1951. január 18.
- Giovanna d’Arco. Milánó, RAI, 1951. május 26.
- Bajazzók. Milánó, RAI, 1951. június 10
- A végzet hatalma. Milánó, RAI, 1951. július 16.
- Az álarcosbál. Milánó, Teatro Nuovo, 1951. augusztus 15.
- Simon Boccanegra. Róma, RAI, 1951. november 21.
- A két Foscari. Milánó, RAI, 1951. december 5.
- Adriana Lecouvreur. Prato, Teatro Metastasio, 1951. december 31.
- Faust. Bari, Teatro Petruzzelli, 1952. január 8
- Jenůfa (Steva). Róma, Teatro dell'Opera, 1952. április 17.
- Ifigenia (Pizzetti). Nápoly, San Carlo, 1952. június 1.
- Mefistofele. Róma, Caracalla fürdői, 1952. július 1
- Pillangókisasszony. Cagliari, 1952. augusztus
- Mas' Aniello. Milánó, La Scala, 1953. március 25.
- Rigoletto. Livorno, Teatro Goldoni, 1953. május 20.
- Aida. Buenos Aires, Teatro Colón, 1953. július 24
- Tosca. Buenos Aires, Teatro Colón, 1953. augusztus 7.
- Manon Lescaut. Rovigo, Teatro Sociale, 1953. október 24.
- Turandot. Catania, Massimo Teatro Bellini, 1953. november 19.
- Loreley. Reggio Emilia, Teatro Municipale, 1954. február 2.
- Poppea megkoronázása. Milánó, RAI, 1954. március 7.
- Carmen. Monte-Carlo, Salle Garnier, 1955. január 30.
- Lammermoori Lucia. Brescia, Teatro Grande, 1955. február 3.
- Don Carlos. Buenos Aires, Teatro Colón, 1955. augusztus
- Traviata. Salsomaggiore, Teatro Nuovo, 1955. szeptember 10.
- Il tabarro. Chicago, Lyric, 1955. november 16.
- Parasztbecsület. Chicago, Lyric, 1955. november 26.
- L'amore dei tre re. Chicago, Lyric, 1955. november 28.
- Gioconda. Trieszt, Castello di San Giusto, 1956. július 16.
- A trubadúr. New York, MET, 1956. november 13.
- Fior di Maria. Milánó, RAI, 1957. január 30.
- Bohémélet. Caracas, Teatro Municipal, 1957. október
- Macbeth. New York, MET, 1959. február 5.
- Szerelmi bájital. Donostia-San Sebastián, Victoria Eugenia, 1959. augusztus 26.
- Ernani. New York, MET, 1962. november 26.
- La Wally. New York, Carnegie Hall, 1968. március 13.
- Werther. Nápoly, Teatro di San Carlo, 1969. február 11.
- Aida. Parma, Teatro Regio, dátuma nem ismert
- A végzet hatalma. Parma, Teatro Regio, dátuma nem ismert
- Norma. New York, MET, 1970. március 3.
- Luisa Miller. Genova, Teatro Margherita, 1972. szeptember 20.
- Edgar. New York, Carnegie Hall, 1977. április 13.
- A lombardok. San Diego (Kalifornia), Russ Auditorium, 1979. június 22.
- A kalóz. New York, Városháza, 1981. december 16.
- Attila. Tulsa, Chapman Music Hall, 1982. március 6.
- Oberto, San Bonifacio grófja. München, Bajor Rádióstúdió, 1983. március 4–12.
- Otello – 1. és 2. felvonás. New York, Carnegie Hall, 2000. május 3.

## Videógráfia
- James Levine 25. jubileumi Metropolitan Opera gálája (1996), Deutsche Grammophon DVD, B0004602-09

## Elismerése
- Olaszország: az Olasz Köztársaság Becsületrendje Nagykeresztjének Lovagja kitüntetés (2011. január 11.)[12]

## Fordítás
- Ez a szócikk részben vagy egészben  a   Carlo Bergonzi (tenor) című angol Wikipédia-szócikk ezen változatának fordításán alapul.  Az eredeti cikk szerkesztőit annak laptörténete sorolja fel. Ez a jelzés csupán a megfogalmazás eredetét és a szerzői jogokat jelzi, nem szolgál a cikkben szereplő információk forrásmegjelöléseként.